# Tomi Horvat
Tomi Horvat, né le 24 mars 1999 à Murska Sobota en Slovénie, est un footballeur international slovène qui évolue au poste de milieu de terrain au SK Sturm Graz.

## Biographie

### En club
Il fait ses débuts dans le championnat de Slovénie sous les couleurs du NŠ Mura le 21 juillet 2018, à l'occasion de la réception du NK Triglav (score : 1-1). Il inscrit ses deux premiers buts dans ce championnat le 23 novembre 2018, sur la pelouse de l'Olimpija Ljubljana, en toute fin de rencontre, permettant à son équipe d'arracher le match nul.
Le 11 juillet 2019, il fait ses débuts en compétitions européennes, lors du premier tour de la Ligue Europa, sur la pelouse du Maccabi Haïfa (défaite 2-0).
Le 28 juillet 2021, il joue son premier match en Ligue des champions, sur la pelouse du club macédonien du FK Shkëndija. Le NŠ Mura s'impose 0-1 à l'extérieur dans cette rencontre du premier tour préliminaire. Le 28 juillet, lors du deuxième tour préliminaire, il inscrit son premier but dans cette compétition, sur la pelouse du Ludogorets Razgrad. Il ne peut toutefois empêcher la défaite de son équipe, 3-1.
Il participe ensuite à la phase de groupe de la Ligue Europa Conférence 2021-2022. Il joue six matchs lors de cette compétition, et se met en évidence en marquant un but lors de la réception du club anglais de Tottenham. Il ne peut toutefois empêcher la défaite de son équipe sur le score de 2-1.

### En équipe nationale
Avec les moins de 19 ans, il est l'auteur d'un doublé contre Malte en octobre 2017. Ce match gagné sur le large score de 5-0 rentre dans le cadre des éliminatoires du championnat d'Europe des moins de 19 ans 2018.
Il inscrit son premier but avec les espoirs le 7 septembre 2020, en amical contre la Hongrie. Avec cette équipe, il participe au championnat d'Europe espoirs en 2021. Lors de cette compétition organisée en Hongrie et en Slovénie, il doit se contenter du banc des remplaçants et ne joue pas la moindre minute. Avec un bilan d'un nul et deux défaites, la Slovénie est éliminée dès le premier tour.
Il est retenu dans la liste des 26 joueurs slovènes du sélectionneur Matjaž Kek pour participer à l'Euro 2024.

## Palmarès
- Champion de Slovénie en 2021 avec le NŠ Mura
- Vainqueur de la Coupe de Slovénie en 2020 avec le NŠ Mura